# 耳取縄手の戦い
耳取縄手の戦い（みみとりなわてのたたかい）または明大寺合戦（みょうだいじかっせん）は、1548年5月22日（天文17年4月15日）に三河国岡崎の耳取縄手（現・愛知県岡崎市明大寺町字耳取）で行われた合戦。松平広忠とその叔父松平信孝の間で争われた松平氏の内紛である。

## 背景
松平信孝は松平信忠の次男で、松平清康の弟、広忠の叔父にあたる。当初は三河三木城（現・岡崎市上三ツ木町）を拠点とし三木松平と称していた。井田野の戦いでの戦功や、1537年（天文6年）には甥の広忠を岡崎城に復帰させるなど功績があったが、弟の松平康孝の遺領を奪うなどして強大化し、次第に広忠との対立が深まり、1543年（天文12年）に広忠によって領地が奪われた（なお、近年では広忠と信孝の関係や失脚の背景について様々な見解が出されている。松平信孝の項目を参照のこと）。信孝は松平忠倫に与して織田信秀と通じ、1548年（天文17年）の小豆坂の戦いで織田が敗れたのち、広忠に対する反乱を起こした。

## 戦闘の経過
信孝は碧海郡大岡の山崎から、500余騎を率いて矢作川を渡河。羽根山から絵女房山を通り、岡崎城のある明大寺方面へ進軍した。広忠側はこれを察知し、酒井正親、石川清兼に200余騎を与えて正面から迎撃させるとともに、大久保忠俊、大久保忠勝らに命じて精鋭の射手70人を絵女房山に伏兵として配置させた。信孝軍は明大寺に出ようとした際、伏兵の射撃を受け、さらに酒井・石川軍と大久保軍に東西から挟撃され、信孝は大橋義重（異説あり）の放った矢で脇腹を射られ、討ち死にした。

## その後
- 松平信孝の墓は岡崎市の浄珠院に建立された[4]。
- 戦場となった耳取縄手は、慶長年間（1596年 - 1615年）まで東海道の一部として使用された[5]。

## 史跡
- 耳取縄手古戦場：現在の岡崎市明大寺町字耳取の六所神社鳥居前西方の道。かつては耳取塚と呼ばれる史跡があった[5]。
- 松平信孝墓所：浄珠院（岡崎市上和田町）。